# HMS Sceptre (P215)
| «Скептр»                                                              | «Скептр» | «Скептр» |
| --------------------------------------------------------------------- | --- | --- |
| HMS Sceptre (P215)                                                    | | |
|                                                                       | | |
| Британський підводний човен «Скептр». Квітень 1943                    | | |
| Верф                                                                  | Scotts Shipbuilding and Engineering Company, Грінок                                                                  | Scotts Shipbuilding and Engineering Company, Грінок                                                                  |
| Під прапором                                                          | Велика Британія | Велика Британія |
| Належність                                                            | Військово-морські сили Великої Британії                                                                              | Військово-морські сили Великої Британії                                                                              |
| Порт приписки                                                         | Лервік, Клайд, Голі-Лох                                                                                              | Лервік, Клайд, Голі-Лох                                                                                              |
| На честь                                                              | четвертий корабель флоту на ім'я «Скептр»                                                                            | четвертий корабель флоту на ім'я «Скептр»                                                                            |
| Замовлення                                                            | 23 січня 1940 | 23 січня 1940 |
| Закладений                                                            | 25 липня 1940 | 25 липня 1940 |
| Спуск на воду                                                         | 6 січня 1943 | 6 січня 1943 |
| Введений до складу флоту                                              | 15 квітня 1943 | 15 квітня 1943 |
| На службі                                                             | 1943–1949 | 1943–1949 |
| Сучасний статус                                                       | у вересні 1949 року розібраний на брухт                                                                              | у вересні 1949 року розібраний на брухт                                                                              |
| Бойовий досвід                                                        | Друга світова війна Битва за Атлантику Кампанія в Арктиці                                                            | Друга світова війна Битва за Атлантику Кампанія в Арктиці                                                            |
| Проєкт                                                                | | |
| Тип ПЧ                                                                | середній дизель-електричний підводний човен                                                                          | середній дизель-електричний підводний човен                                                                          |
| Основні характеристики                                                | | |
| Швидкість (надводна)                                                  | 14,75 вузлів (27,3 км/год)                                                                                           | 14,75 вузлів (27,3 км/год)                                                                                           |
| Швидкість (підводна)                                                  | 10 вузлів (18,6 км/год)                                                                                              | 10 вузлів (18,6 км/год)                                                                                              |
| Гранична глибина занурення                                            | 91,4 м | 91,4 м |
| Дальність плавання                                                    | 6000 миль (11 000 км) на швидкості 10 вузлів (надводна) 120 миль (220 км) на швидкості 3 вузли (підводна)            | 6000 миль (11 000 км) на швидкості 10 вузлів (надводна) 120 миль (220 км) на швидкості 3 вузли (підводна)            |
| Екіпаж                                                                | 48 офіцерів та матросів                                                                                              | 48 офіцерів та матросів                                                                                              |
| Розміри                                                               | | |
| Довжина найбільша (по КВЛ)                                            | 66,1 м | 66,1 м |
| Ширина корпусу найб.                                                  | 7,2 м | 7,2 м |
| Середня осадка (по КВЛ)                                               | 4,5 м | 4,5 м |
| Водотоннажність надводна                                              | 879 тонн | 879 тонн |
| Силова установка                                                      | | |
| Дизель-електрична: 2 × дизельних двигуни Admiralty 2 × електродвигуни | | |
| Гвинти                                                                | 2 | 2 |
| Потужність                                                            | 1900 к.с. (дизелі) 1300 к.с. (електродвигуни)                                                                        | 1900 к.с. (дизелі) 1300 к.с. (електродвигуни)                                                                        |
| Озброєння                                                             | | |
| Торпедно- мінне озброєння                                             | 7 × 533-мм торпедних апаратів 17 торпед                                                                              | 7 × 533-мм торпедних апаратів 17 торпед                                                                              |
| ППО                                                                   | 1 × 76-мм зенітна гармата QF 3-inch 20 cwt 1 × 20-мм автоматична зенітна гармата «Ерлікон» 3 × 7,7-мм кулемети Lewis | 1 × 76-мм зенітна гармата QF 3-inch 20 cwt 1 × 20-мм автоматична зенітна гармата «Ерлікон» 3 × 7,7-мм кулемети Lewis |
| Електроніка                                                           | тип 129AR / тип 138 ASDIC тип 291 раннього попередження                                                              | тип 129AR / тип 138 ASDIC тип 291 раннього попередження                                                              |

«Скептр» (англ. HMS Sceptre (P215) — військовий корабель, середній підводний човен типу «S» 3-ї серії Королівського військово-морського флоту Великої Британії часів Другої світової війни.
Підводний човен «Скептр» був закладений 25 липня 1940 року на верфі компанії Scotts Shipbuilding and Engineering Company у Гріноку. 6 січня 1943 року він був спущений на воду, а 20 лютого 1943 року увійшов до складу Королівських ВМС Великої Британії. Субмарина брала участь у бойових діях на морі в Другій світовій війні; корабель бився у Північній Атлантиці, біля берегів Європи.

## Історія служби
У вересні 1943 року підводний човен залучався до складної операції з нейтралізації німецьких капітальних кораблів, що базувалися у Каафіорді, Нордкап у Північній Норвегії. Це була перша операція із застосуванням надмалих підводних човнів типу «X» — операція «Сорс» — в якій використовували шість надмалих субмарин типу «X», але лише два мінічовни успішно заклали свої заряди під німецьким лінкором «Тірпіц». Два вийшли з ладу під час буксирування до Норвегії, один зазнав механічної несправності та затонув, ще один потонув після нападу. Тільки X6 та X7, якими командували лейтенант Дональд Кемерон та лейтенант Годфрі Плейс відповідно, здобули успіх. «Тірпіц» зазнав серйозних пошкоджень і його відновлення та повернення до строю тривало аж до травня 1944 року.
З 25 березня по 9 квітня «Скептр» знову брав участь у тренувальних діях з підводними човнами типу X, після чого вирушив на спецоперацію «Гайданс». Ця операція була схожа на попередню атаку на «Тірпіц» тим, що малогабаритні підводні човни типу X використовувалися для проникнення в добре захищену територію та атаки підводних цілей мінами. Метою цієї місії був плавучий сухий док у Бергені, Норвегія. 11 квітня британський човен вирушив до Бергена з малим підводним човном X24 на буксирі та звільнив його наступного дня. X24 успішно увійшов у гавань через два дні, але невірні дані розвідки та неправильні карти призвели до того, що заряди вибухівки були встановлені на німецькому торговельному судні Barenfels, а не на причалі. Судно було затоплено, а док пошкоджено, і X24 зустрівся зі «Скептром», і обидва підводні човни залишили територію на повній швидкості; лише пізніше X24 знову взяли на буксир. Пара повернулася до бази 18 квітня.